# 須田正継
須田 正継（すだ まさつぐ、1893年8月10日 - 1964年9月16日）は、日本のイスラム教研究者。日中戦争期には、外交官として内蒙古に派遣されて諜報活動をおこなった。
「国士的人物」であり、「とにかく独立独歩、他からの制肘を好まず」、晩年に至っても「意気軒昂たる」ものがあったとされる。

## 経歴
山梨県東八代郡一桜村小城（後の一宮村→一宮町→笛吹市の一部）に生まれる。
旧制の日川中学校（山梨県立日川高等学校の前身）から東京府豊島師範学校に進んだが、さらに東京外国語学校に学び、ロシア語部選科を修了した。
1918年のシベリア出兵の際には、通訳として従軍し、沿海州からザバイカル州までを転戦した。この3年に及ぶシベリアでの活動の間に、白軍の一翼を担っていたアタマン・セミヨノフをリーダーとする中央アジア系ムスリム兵の部隊と接触し、イスラム教に帰依したといわれる。
1920年と1921年には、来日したバシキール族の首長クルバンガリーと交流した。
その後、満鉄調査部に入ったが、昭和初期にはハルビンの陸軍特務機関で対ソ連の諜報活動に従事した。
その後、外務省から内蒙古へ派遣されることになった。須田は、1938年に竣工した東京モスクの建設に先立って、舞台裏で諸々の根回しをおこなった人物のひとりとされているが、その開堂式前日の5月11日には、東京モスクで小村不二男とその父に会っている。その直後に東京を出発した須田は、天津、北京を経由して内蒙古の厚和（綏遠、後のフフホト市）に至り、当地に設けられた厚和領事館の職員として勤務するとともに、宿泊施設としての機能も兼ねた住居、通称「須田公館」を与えられ、ここを拠点としてソ連からの放送を傍受して日本語に翻訳して送るといった諜報活動に従った。
当時、内蒙古を訪れた多くの日本人が「須田公館」に宿泊したとされ、さらに白系ロシア人や、ソ連からの亡命ムスリムなどもここを利用した。その中には、羽仁五郎、野元甚蔵、佐久間貞次郎らもいたとされる。
当時、須田は、旧知の白系ロシア人ステパン・イワノヴィッチ・スミグノフの著書を翻訳して『蒙疆新聞』に連載したが、これは後にまとめられ、戦時中に『コンロン紀行』、戦後に『アルタイ紀行』が出版された。これらはロシア語原著が確認されておらず、須田の日本語訳によってのみ伝えられている書物である。
須田は1943年に設置された民族研究所に、個人として書籍を寄贈したおもな人物のひとりでもあった。
第二次世界大戦の終結後、1946年に須田は帰国して、郷里へ戻った。その後、1950年には、東京駅近傍に「須田イスラーム研究所」と称する事務所を構えた。
1964年に死去した後は、当時の一宮町（後の笛吹市）の広厳院の墓に葬られた。その後、山梨県塩山市の曹洞宗寺院である文殊院に、「須田正継先生之碑」が建立された。

## おもな著書

### 単書
- 回教に就て、ヤニ・ヤポンモフビリー発行所、1937年
- 大陸政策と回教問題、ヤニ・ヤポンモフビリー発行所、1938年

翻訳
- （スミグノフ著）コンロン紀行、日光書院、1944年
- （スミグノフ著）アルタイ紀行、日光書院、1946年
  - 後年「西域探検紀行全集 第15巻」『コンロン紀行』（白水社、1968年）で改訂刊行され、併せて『アルタイ紀行』の一部も収録された。